# Dansk Melodi Grand Prix 2021
Der 51. Dansk Melodi Grand Prix fand am 6. März 2021 in DR Byen in Kopenhagen statt und war der dänische Vorentscheid für den Eurovision Song Contest 2021 in Rotterdam (Niederlande). Das Duo Fyr og Flamme gewann mit ihrem Lied Øve os på hinanden.

## Format

### Konzept
Nach der Absage des Eurovision Song Contests 2020 bestätigte die öffentlich-rechtliche Rundfunkanstalt Danmarks Radio (DR) die Teilnahme Dänemarks am Eurovision Song Contest 2021. Gleichzeitig bestätigte DR die Fortsetzung des Dansk Melodi Grand Prix. Das Duo Ben & Tan, welches 2020 den dänischen Vorentscheid gewann, wird keinen garantierten Startplatz im Teilnehmerfeld des Vorentscheides erhalten.
Am 29. Oktober 2020 veröffentlichte DR die ersten Informationen zum DMGP 2021. So wird dieser erneut in Kopenhagen stattfinden, allerdings nicht wieder in der Royal Arena, sondern in DR Byen, dem Studiokomplex von DR. Grund dafür sind die Restriktionen, die auf Grund der COVID-19-Pandemie in Dänemark gelten. Ebenso wird die Teilnehmerzahl von zehn, die seit 2009 Bestand hatte, auf acht verringert.

### Moderation
Am 29. Januar 2021 gab DR bekannt, dass die Moderatorin Tina Müller und der Comedian Martin Brygmann die Sendung moderieren werden.

### Beitragswahl
Interessierte konnten vom 29. Oktober 2020 bis zum 20. November 2020 Beiträge bei DR einreichen. Einzelne Komponisten und Interpreten durften auch mehrere Beiträge einreichen, allerdings musste entweder ein Komponist, Texter oder der Interpret selbst dänischer Staatsbürger sein oder eine ähnlich starke Verbindung zu Dänemark haben wie beispielsweise mit einer dänischen Person verheiratet oder in einer Beziehung mit dieser zu sein oder seit einigen Jahren in Dänemark wohnhaft zu sein. DR hatte dazu auch gesagt, dass Personen aus den Grönland oder den Färöer-Inseln sich ebenfalls hätten bewerben können bei Interesse. Ansonsten galten die sonstigen Regeln wie beim ESC, allerdings weicht DR von der neu eingeführten Regel für den ESC 2021 ab, dass Lieder von auch vom Band abgespielten Hintergrundgesang benutzen dürfen. Laut DR wird der dänische Beitrag beim ESC 2021 zu 100 % live gesungen werden.

## Teilnehmer
Am 10. Februar 2021 um 14 Uhr wurden die acht Beiträge bekannt gegeben werden. Bereits am Vormittag wurden die acht Lieder in den Programmen P3 Buffeten, Formiddag på 4’eren und P4 Play präsentiert.

## Finale
Das Finale fand am 6. März in DR Byen in Kopenhagen statt. Wegen der COVID-19-Pandemie gab es kein Studiopublikum. Es war das zweite Jahr in Folge, dass die dänische Hauptstadt als Austragungsort für den DMGP fungierte. Am 25. Februar 2021 wurde die Startreihenfolge veröffentlicht.
| Startnr. | Interpret                    | Lied Musik (M) und Text (T)                                                                                              | Sprache  | Übersetzung (Inoffiziell) |
| -------- | ---------------------------- | --- | -------- | ------------------------- |
| 1        | Chief 1 & Thomas Buttenschøn | Højt over skyerne M/T: Chief 1, Thomas Buttenschøn, Nermin Harambasic                                                    | Dänisch  | Hoch über den Wolken      |
| 2        | Nanna Olivia                 | Hvileløse hjerter M/T: Anna David, Nicolai Levring, Casper Sørensen                                                      | Dänisch  | Rastlose Herzen           |
| 3        | The Cosmic Twins             | Silver Bullet M/T: Lise Cabble, Gisli Gislason, Rasmus Duelund, August Emil                                              | Englisch | Silberkugel               |
| 4        | Claudia Campagnol            | Abracadabra M/T: Melanie Wehbe, Emil Lei, Louis Jarto                                                                    | Englisch | –                         |
| 5        | Mike Tramp                   | Everything Is Alright M/T: Mike Tramp                                                                                    | Englisch | Alles ist gut             |
| 6        | Fyr og Flamme                | Øve os på hinanden M/T: Laurits Emanuel                                                                                  | Dänisch  | Aneinander üben           |
| 7        | Emma Nicoline                | Står lige her M/T: Jeppe Pilgaard, Jacob Jørgensen, Emma Nicoline Winther Nielsen, Adam Kalwa, Patricia Namakula Mbabazi | Dänisch  | Stehe direkt hier         |
| 8        | Jean Michel                  | Beautiful M/T: Clara Sofie Fabricius, Johannes Nymark, Jesper Hjersing Sidelmann, Andreas Jensen                         | Englisch | Wunderschön               |

### Superfinale
| Platz | Startnr. | Interpret                    | Lied Musik (M) und Text (T)                                                                      | Zuschauerstimmen (in Prozent) |
| ----- | -------- | ---------------------------- | ------------------------------------------------------------------------------------------------ | ----------------------------- |
| 1.    | 1        | Fyr og Flamme                | Øve os på hinanden M/T: Laurits Emanuel                                                          | 37 %                          |
| 2.    | 3        | Jean Michel                  | Beautiful M/T: Clara Sofie Fabricius, Johannes Nymark, Jesper Hjersing Sidelmann, Andreas Jensen | 34 %                          |
| 3.    | 2        | Chief 1 & Thomas Buttenschøn | Højt over skyerne M/T: Chief 1, Thomas Buttenschøn, Nermin Harambasic                            | 29 %                          |